# Компланарност
Компланарност в геометрията се нарича условието {\displaystyle n\geq 4} точки или {\displaystyle n\geq 2} прави (или криви) да лежат в една и съща равнина.
Тривиалните твърдения са, че:
- Всяка точка и всяка права са компланарни сами със себе си.
- Всеки три точки са компланарни.

Условието четири точки в общо положение да са компланарни е детерминантата, съставена от тройките координати на четирите точки и единичния стълб в матрицата, да е нула, т.е.
{\displaystyle {\begin{vmatrix}x_{1}&y_{1}&z_{1}&1\\x_{2}&y_{2}&z_{2}&1\\x_{3}&y_{3}&z_{3}&1\\x_{4}&y_{4}&z_{4}&1\end{vmatrix}}=0}

## Етимология
Терминът „компланарност“, „компланарен“ е съставен от латинската представка com-, означаваща „съвместност“ и planum – „равнина“. Може да се срещне и като „копланарност“, „копланарен“, но на български това е грешка. Терминът се е срещал още в ръкописите на Якоб Бернули, но в съвременното векторно смятане е въведен от американския физик Джозая Гибс, на базата на записките на Уилям Хамилтон, където са се срещали termino-collinear, termino-complanar vectors.